# Дузино-Сан-Микеле
Дузино-Сан-Микеле (итал. Dusino San Michele) — коммуна в Италии, располагается в регионе Пьемонт, в провинции Асти.
Население составляет 933 человека (2008 г.), плотность населения составляет 80 чел./км². Занимает площадь 12 км². Почтовый индекс — 14010. Телефонный код — 0141.
Покровителем населённого пункта считается святой Рох.

## Демография
Динамика населения:

## Администрация коммуны
- Официальный сайт: http://www.comune.dusinosanmichele.at.it Архивная копия от 9 марта 2018 на Wayback Machine